# Hartwig Höcker
Franz Heinrich Hartwig Höcker (* 18. Oktober 1937 in Halle, Westfalen) ist emeritierter Professor für Textilchemie und Makromolekulare Chemie an der RWTH Aachen.

## Leben und Werk
Hartwig Höcker studierte Chemie und wurde 1965 an der Universität Mainz bei Werner Kern mit der Arbeit Röntgenographische Untersuchungen an Oligourethanen und Oligophenylenen promoviert.  Nach einem zweijährigen Aufenthalt an der kalifornischen Stanford University folgte seine Habilitation an der Universität Mainz im Jahr 1972. Nach Stationen in Mainz, München und Bayreuth wurde er 1985 auf den Lehrstuhl für Textilchemie und Makromolekulare Chemie der RWTH Aachen berufen, den er bis 2002 innehatte. Von 1986 bis 2003 war er außerdem Direktor des Deutschen Wollforschungsinstituts an der RWTH Aachen e.V. an der RWTH Aachen. Sein Nachfolger in beiden Positionen ist  Martin Möller.
Während seiner Tätigkeit als Lehrstuhlinhaber und Direktor des DWI hat Höcker 200 Promotionen betreut. Mehr als 50 Patente und mehr als 400 Publikationen wurden unter seiner Mitwirkung und Gestaltung erarbeitet. Als Mitglied der nordrhein-westfälischen Akademie der Wissenschaften initiierte er viele Kooperationen mit den Ingenieurwissenschaften und der Medizin. Aus einer dieser Kooperationen ging das Interdisziplinäre Zentrum für klinische Forschung (IZKF) am Universitätsklinikum Aachen hervor.

## Auszeichnungen
Höcker ist Mitglied der Deutschen Akademie der Technikwissenschaften acatech sowie korrespondierendes Mitglied der Österreichischen Akademie der Wissenschaften.
- 2005: Verdienstkreuz 1. Klasse des Verdienstordens der Bundesrepublik Deutschland
- 2010: Georg-Menges-Preis